# 営団日比谷線中目黒駅構内列車脱線衝突事故

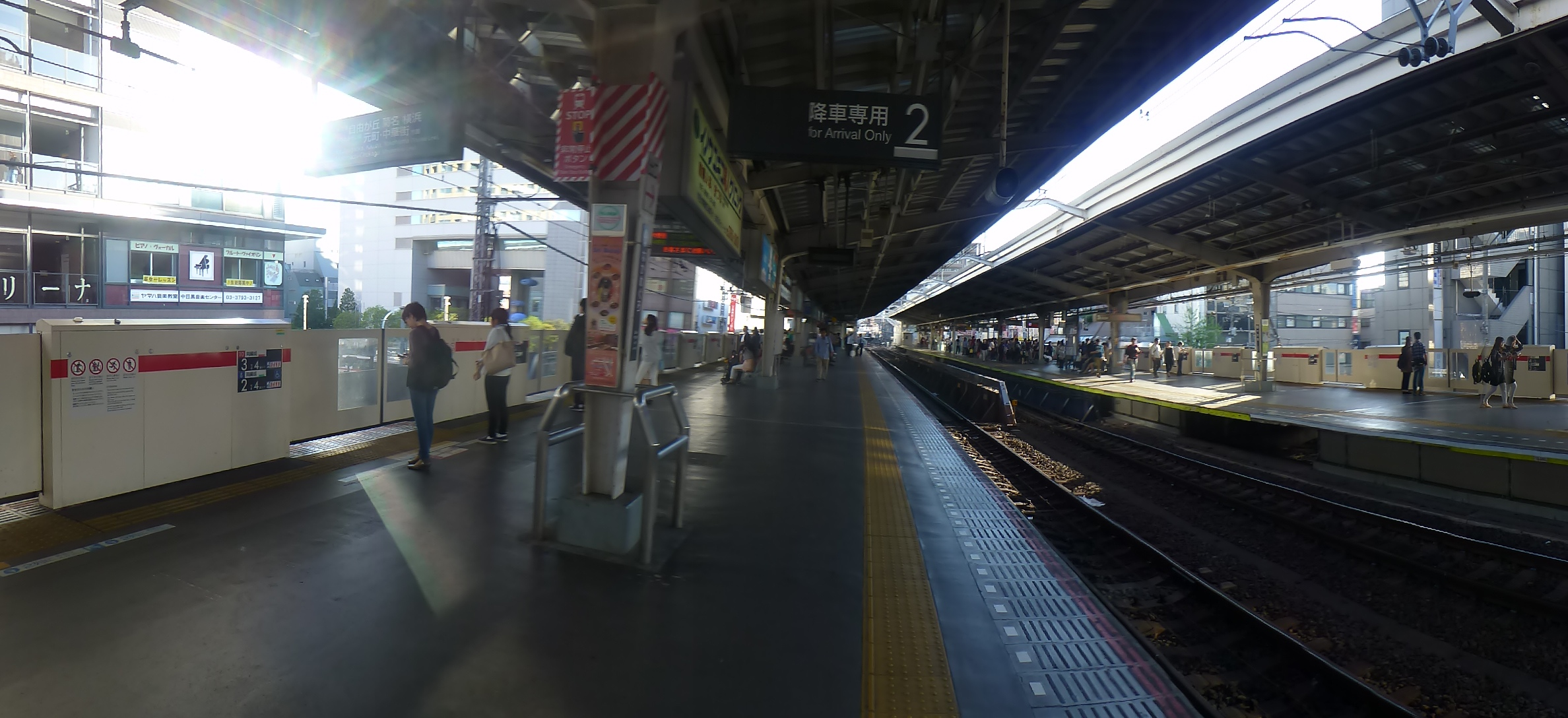
事故があった中目黒駅。被衝突列車は右側ホームの3番線を発車した
（元町・中華街方面ホームから撮影、2016年）

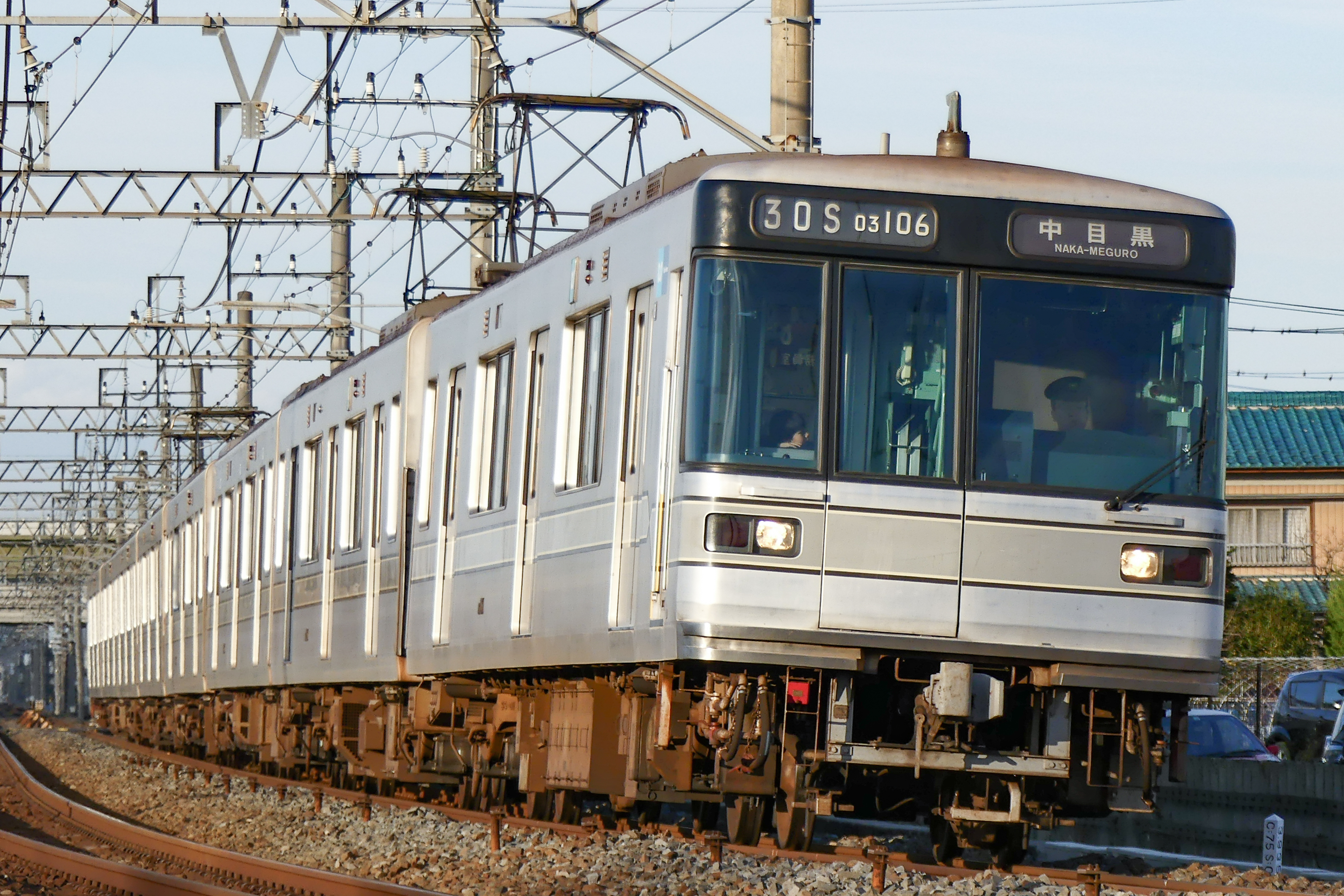
衝突側と同型の03系03-106編成

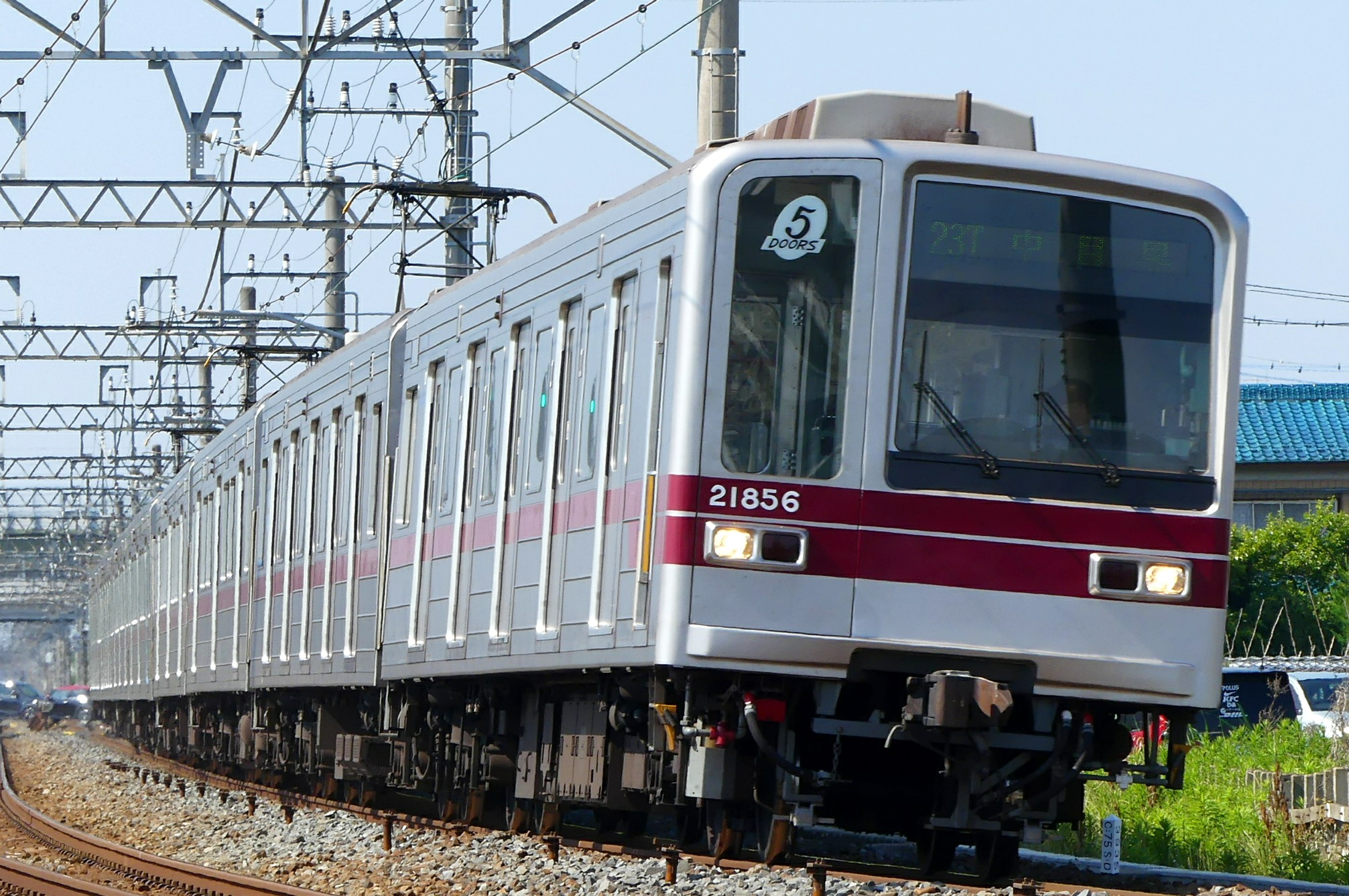
被衝突側と同型の東武20050型21856編成

営団地下鉄日比谷線中目黒駅構内列車脱線衝突事故（えいだんちかてつひびやせんなかめぐろえきこうないれっしゃだっせんしょうとつじこ）は、2000年（平成12年）3月8日午前9時1分頃、帝都高速度交通営団（現：東京メトロ）日比谷線において、恵比寿駅から中目黒駅に入線しようとしていた列車がカーブで脱線し、対向列車と衝突した鉄道事故。死者5名、負傷者64名（2000年10月26日付の事故調査検討会報告書では63名）を出した。

## 概要
北千住発菊名行き各駅停車（列車番号A861S、営団03系電車03-102編成）の最後尾車両（03-802）が、中目黒駅手前の急曲線における出口側緩和曲線部（カント逓減のため平面性が失われる箇所）で、カーブ外側の車輪が乗り上がり脱線を起こした。機材線用ポイントにより隣接線にはみ出したところ、対向の中目黒発竹ノ塚行き各駅停車（列車番号B801T、東武20000系電車20050型21852編成）と側面衝突して大破した。死亡した乗客5名は全員が東武側車両の6両目（モハ23852）に乗車していた。
東京消防庁では9時8分に「電車出火、負傷者多数」との通報を受け、火災第1出場および救急特別第1出場を指令し、消防隊・特別救助隊・救急隊を出場させた。その後、現場に到着した消防隊から「脱線により負傷者多数」との報告および応援要請を受け、9時29分に救急特別第2出場、9時36分に救助特別第3出場を発令。救急隊29隊のほか、ハイパーレスキュー隊や特別救助隊など合計77隊の消防隊・救急隊が救助活動にあたった。

## 原因究明と対策
原因として、1車両の内の8輪にかかる重量の不均衡（輪重比）が30%に及んでいても放置されていたことや、事故が起こった箇所は半径160mの急カーブであるにもかかわらず護輪軌条（ガードレール）が無かったこと、多数の列車が集中し、レール塗油の効果が減少する朝ラッシュ時であったことなどが複合的要因となって発生した事故だとされている。そのため、いずれか1人に刑事責任を負わせる事はできないとされた。また、レールの保守・管理を担当していた営団工務部の職員5名が管理限界を超える線路の狂いを放置したとして、警視庁から東京地方検察庁に業務上過失致死傷罪で書類送検されていたが「事故の予見は困難だった」として不起訴処分となった。
事故調査検討会は緩和曲線部、低速走行、摩擦係数の増加など複数の要因が複合した乗り上がり脱線であるとしているが、安全確保という観点から次のような見解を示している。すなわち、事故発生の主原因は曲線区間において変形した空気バネの操向剛性によってボギーを戻す力が発生するために車輪に横圧が加わるが、これに輪重比の大きな狂いがあると脱線しやすく、また台車の軸ばねの特性が、横圧の増加及び輪重の減少に影響したこと、さらに護輪軌条の設置基準が極端に緩かったことなどが複合して脱線の原因となったというのが故調査報告書の結論の主旨だった。この見解を基にして、全国の鉄道事業者に以下のような2種3項の指示を順次出した。
- 半径200m以下のカーブ出口のカント逓減部（緩和曲線部）への護輪軌条の設置

2000年3月16日に通達され、即実施。
- 輪重比管理値を10%以内（左右の平均値±10%）とする。

2000年4月中旬に輪重比についての見解が報道され、5月に実施。
- 「推定脱線係数比」という管理値を導入し、基準値に満たない（基準を超える）カーブへの護輪軌条設置を義務化。

最終報告書に盛り込まれ、順次実施。
1992年に半蔵門線鷺沼車庫（東急田園都市線鷺沼駅）で2度の脱線事故を経験してから、営団では社内調査により輪重比管理の必要性が指摘されていた。現場からは輪重計の設置が要求されていたが、これは却下・放置され、半蔵門線の車両のみ輪重調整を行った。結果として日比谷線を含む他線には輪重比30%を超える車両が残った。また、当時の営団の基準では、半径140m以下のカーブに限り護輪軌条を設置すると定めており、事故現場のカーブは半径160.1mであったために設置の対象外であった。
同じく輪重比の不均衡を原因とする東横線横浜駅脱線事故が既に1986年に起こっており、東急はそれ以後輪重比の±10%以内への調整、半径450m以下の全カーブへの護輪軌条の設置を行っていた。しかしながら、運輸省は他事業者への通達を出さず、東急と相互直通運転していた営団も対策を行わなかった。
この事故の報道においては、複数要因が重なって発生した脱線事故であることをもって、国鉄が「競合脱線」と説明した鶴見事故（1963年）と比較されることもあった。また、この事故が法改正を促し、航空事故調査委員会が改組されて翌2001年に航空・鉄道事故調査委員会が設けられる契機となった（2008年に発足した運輸安全委員会の前身）。

### 営団地下鉄の車両・新設区間の対策
この事故を受けて営団地下鉄及び後身である東京メトロでは、2002年度以降に製造する車両において車体構造の見直しと台車構造の変更を実施した。
2002年度落成の半蔵門線用08系・東西線用05系11次車（翌年度分の12次車も同様）では側構体（車体側面）構造をシングルスキン構造からダブルスキン構造に変更する「セミダブルスキン構造」を採用し、合わせて車体連結部の隅柱に衝突柱を設置して衝突事故時の安全性を向上させた 。さらに曲線通過性能の向上や輪重抜け（輪重バランスが崩れること）の防止、輪重調整作業の作業性向上（従来は台車を分解して調整したが、小形ジャッキの使用で分解を不要化）などを図った新形式の台車を採用した。
2004年度製造の東西線用05系13次車からは車体全体をダブルスキン構造で構成する「オールダブルスキン構造」を採用したほか、車体隅柱に強化したダブルスキン構造の衝突柱を設置し、より安全性を向上させた。
2006年度製造の有楽町線・副都心線用の10000系からは、輪重変動の影響が大きいボルスタレス台車から、ボルスタアンカー付き構造台車への採用に戻った。以降の新造車両ではボルスタ構造の台車を採用している。また車軸支持についても操向剛性が高く輪重のばらつきに対する許容度が低いSUミンデン式の採用を止めている。
なお、メトロ線を走行する直通運転先事業者（東急（横浜高速含む）・東武・西武・JR東日本・小田急・東葉高速・埼玉高速）および線路共用区間を走行する東京都交通局（都営三田線）の鉄道車両にボルスタレス台車を装備する車両があるが、それらに関しては入線制限の規定を設けていない。
2020年3月28日からは、乗り入れを行う東武の車両を含めた日比谷線を走行するすべての車両がボルスタ構造の台車を採用している。
このほか事故の再発防止策として、当時計画中だった13号線（副都心線）雑司が谷 - 西早稲田間の曲線線形を変更する都市計画決定が2004年に行われた。

## 犠牲者の慰霊

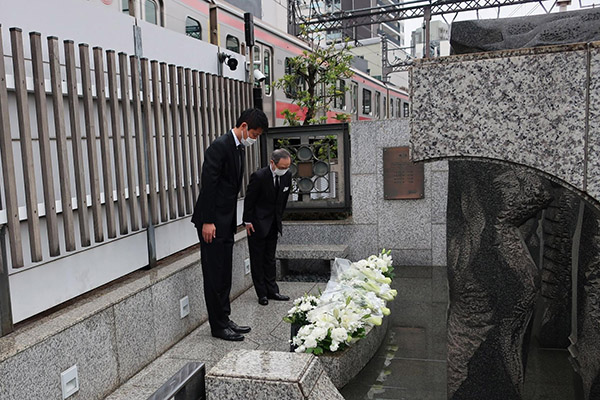
2021年3月8日の慰霊式で、慰霊碑に献花して黙禱する当時の国土交通大臣政務官朝日健太郎

事故後、営団は事故現場付近に慰霊碑を建立し、翌2001年には事故のあった3月8日を「安全の日」と定め、東京地下鉄に移行した現在に至るまで毎年、同社職員が事故現場で慰霊を行っている。
5人の犠牲者のうち、慰霊碑の銅板に名前が刻まれているのは4人で、ただ1人、当時37歳の女性の名前は遺族の意向で記銘されていない。夫の男性は事故から20年後の2020年になって初めてその理由を語り「これ以上ない苦しみを生み出した場所。あの忌まわしい現場に妻の名前を残すことはできない」と考え記銘を拒否したという。

## その他
- この事故により寺嶋潔営団総裁（当時）が引責辞任した。陸上競技部は活動自粛を余儀なくされ、その後東京地下鉄（東京メトロ）に引き継がれずに廃部となった（小幡佳代子ら選手・監督はアコムが受け入れたが経営上の理由から2010年に廃部）。その後2020年4月に志水見千子を監督、鈴木博美をアドバイザーとして迎え「東京メトロ女子駅伝部 マーキュリー」の名称で再発足した。
- 犠牲者の1人は麻布高等学校に通い、大橋ボクシングジムに所属する当時17歳の高校生だった。事故当日は期末試験の最終日で、いつもより遅い電車に乗って事故に遭遇した。ジムの先輩で彼の面倒を見ていた川嶋勝重はこの犠牲者のイニシャルを刺繍したトランクスを着用して試合に臨み、WBC世界スーパーフライ級王者にまで上り詰めた[9][10]。また事故当日の3月8日はジムの大橋秀行会長の誕生日で、事故以来十三回忌を迎えるまで誕生日会を自粛していた[11]。
- この事故で被災した東武21852編成は東急車輛製造製で、特に損傷の激しかったモハ23852とモハ24852の2両が廃車となり、事故の翌年の2001年（平成13年）に東急車輛にて代替製造された。営団側の被災車両である03系102編成は、同形式では唯一の日本車輌製造製で、脱線大破した03-802が廃車となり、2001年（平成13年）に日本車輌にて代替製造された。

## 中目黒駅での過去の事故
中目黒駅では営団日比谷線が全線開業して間もない1965年、1967年と1992年にも事故が起こっていた。1965年の事故はこの事故とほぼ同じ箇所で脱線したが、この時は対向列車がおらず衝突など死傷者が出る大惨事は免れた。原因は営団3000系の台車フレーム破損による異常。1967年と1992年の事故はいずれも東武2000系が引上げ線で側面衝突した。